# 加藤氏
加藤氏（かとうし）は、武家・華族だった日本の氏族。藤原氏の一族で、加藤の「加」は加賀の藤原からきたものと一般にいわれる。
藤原北家道長流の子孫と称する加藤家からは加藤清正が出た。藤原北家利仁流の子孫と称する加藤家からは加藤光泰と嘉明が出た。後者の二名の系統は近世にそれぞれ大洲藩主家、水口藩主家となり、維新後には両家とも華族の子爵家に列している。

## 利仁流加藤氏
加藤氏の初代と思われるのは源頼義に仕えた武士藤原景道で、加賀介となったことから加賀の藤原を略して「加藤」を称するようになったとされる。景道の曽孫といわれる加藤景廉は源頼朝の挙兵に参加し、平家が滅亡して鎌倉幕府が成立すると鎌倉御家人となった。頼朝から安田義定を討つように梶原景時とともに加藤景廉も命ぜられた。後に遠江国浅羽荘の地頭職を得たが、梶原景時が討たれた際、景廉は景時と親しかったためか所領を没収された。
その末裔としては、美濃の遠山氏やその係累である加藤光泰系の加藤氏が挙げられるが、なかでも異色の経歴を持つ者は賤ヶ岳の七本槍の一人加藤嘉明である。嘉明系加藤氏はもとは岸氏を名乗っていたとされ、父である岸教明の名が文献にみえる。嘉明の祖父加藤朝明は、元来は甲斐の武田氏の家臣であったが、何らかの事情があり、三河国に移住し、徳川家康の祖父松平清康、父松平広忠に仕えたとされるが、嘉明の作成した系図以外にその名は見えず、また加藤氏も加藤景泰の猶子となったことから使用をはじめたとされる。光泰系加藤氏と系図がつながるのはそのためである。父である、岸教明は三河の一向一揆に加担して松平氏を退去し、尾張の織田家に仕え、後の豊臣秀吉に見出されたという。

### 一族

#### 平安・鎌倉時代
藤原景道
加藤氏の祖と言われている。
加藤景廉
伊豆国の武士。源頼朝の挙兵に従い武功多し。
加藤景正
加藤景廉の兄ともいう瀬戸焼の祖。

#### 戦国時代以降
加藤光泰系
 蛇の目、上り藤
加藤光泰は豊臣秀吉に仕え、甲斐24万石を領した。光泰の子の加藤貞泰は文禄3年（1594年）に美濃黒野4万石に減封。慶長15年（1610年）に伯耆米子藩に移封に際して2万石加増されて6万石となり、元和3年（1617年）に伊予大洲藩に移封された。以降廃藩置県まで存続。最後の藩主泰秋は、明治2年（1869年）6月の版籍奉還で大洲藩知事に任じられ、明治4年（1871年）7月の廃藩置県まで同藩知事を務めた。明治2年（1869年）6月17日の行政官達で公家と大名家が統合されて華族制度が誕生すると加藤家も大名家として華族に列した。明治17年（1884年）7月7日の華族令の施行で華族が五爵制になると、同月8日に旧小藩知事として子爵に列せられた。泰秋は貴族院の子爵議員に当選して務めた。その子泰通も貴族院議員を務めるとともに宮内省に官僚として勤務した。彼の代に加藤家の住居は東京市渋谷区穏田にあった。
　歴代当主
1. 加藤光泰
2. 加藤貞泰
3. 加藤泰興
4. 加藤泰恒
5. 加藤泰統
6. 加藤泰温
7. 加藤泰衑
8. 加藤泰武
9. 加藤泰行
10. 加藤泰候
11. 加藤泰済
12. 加藤泰幹
13. 加藤泰祉
14. 加藤泰秋
15. 加藤泰通
16. 加藤泰同

加藤嘉明系
 下り藤、蛇の目
加藤教明は元々松平氏の家臣であったが、三河一向一揆で主君・松平元康（後の徳川家康）に叛旗を翻して出奔した。その教明の子として生まれた加藤嘉明は豊臣秀吉に仕えて賤ヶ岳の七本槍の1人となる。豊臣政権下では小田原征伐、朝鮮出兵などで活躍する。豊臣秀吉没後は徳川家康に接近し、関ヶ原合戦では東軍に属して伊予松山藩21万石の大名となる。嘉明は晩年に陸奥会津藩40万石に加増され大大名となった。しかし嘉明の死後、跡を継いだ明成の代に会津騒動と称されるお家騒動により改易された。明成の庶子の加藤明友が近江水口藩主2万石の小大名として再興を許された。後に下野国壬生藩に移封された際に5000石加増され、正徳3年（1713年）に水口藩に戻されて以降同藩主家として廃藩置県まで存続。最後の水口藩主明実は、明治2年（1869年）6月の版籍奉還で水口藩知事に任じられ、明治4年（1871年）7月の廃藩置県まで同藩知事を務めた。明治2年（1869年）6月17日の行政官達で公家と大名家が統合されて華族制度が誕生すると加藤家も大名家として華族に列した。明治17年（1884年）7月7日の華族令の施行で華族が五爵制になると、同月8日に旧小藩知事として子爵に列せられた。
歴代
1. 加藤嘉明
2. 加藤明成
3. 加藤明友
4. 加藤明英
5. 加藤嘉矩
6. 加藤明経
7. 加藤明煕
8. 加藤明堯
9. 加藤明陳
10. 加藤明允
11. 加藤明邦
12. 加藤明軌
13. 加藤明実
14. 加藤克明
15. 加藤久幹
16. 加藤敏之

### 庶家
- 遠山氏
  - 明智遠山氏
  - 飯羽間遠山氏

## 道長流加藤氏
尾張愛知郡中村より起こった。藤原道長流（藤原長家の御子左家の流れを汲む）とはされているが、真偽の程は定かではない。戦国時代加藤清正は豊臣秀吉に仕えて最終的に肥後熊本の領主に栄進。また豊臣家の武断派として武功も多く挙げた。秀吉没後は徳川家康に近づき、関ヶ原の戦いでも東軍に属して武功を立て、戦後52万石に加増されて熊本藩主となる。
慶長16年（1611年）に清正が死去して子の加藤忠広が継承するが、寛永9年（1632年）に第3代将軍・徳川家光に素行を咎められ、改易となった。理由は嫡男・光広が諸大名の名前と花押を記した謀反の連判状の偽物を作って遊んだこととされ、他家にも火の粉が降りかかり、ともすれば乱を起こすような行為は領主の子としての資格を厳しく問われたのである。その後、忠広は出羽に1万石の捨扶持を与えられ、余生を過ごした。
忠広の末裔は大庄屋として続き、明治時代には加藤家の屋敷に明治天皇が行幸した。日本人の既婚女性として理学博士号を最初に取得した加藤セチはそのときの加藤家当主の孫に当たる。
加藤忠広の改易後、加藤正見より【加藤氏】蛇の目紋。加藤正範より（筑後加藤氏）

## 上野原加藤氏
上野原加藤氏は、甲斐国都留郡上野原（現・山梨県上野原市）の国衆。都留郡上野原の上野原城（内城館）城主。上野原市大椚（おおくぬぎ）には長峰砦が所在し、『甲斐国志』によれば上野原加藤氏の城郭であるとする説がある。
上野原は都留郡の東端に位置し、武蔵国・相模国に近い。上野原加藤氏は室町・戦国期に甲斐武田氏家臣として活動が見られる。加藤景廉の後裔を称し、室町時代には加藤梵玄が武田信長に従い甲府盆地では河東郷（中巨摩郡昭和町）を領し、下河東（中央市）の永源寺は梵玄を開祖としている。また、上河東には加藤玄賀屋敷跡が残されており、加藤氏は当地を拠点にしていたと見られている。
関東では文明9年（1477年）に山内上杉氏の家臣である白井長尾氏の長尾景春が山内上杉氏に対して反逆し（長尾景春の乱）、上野原加藤氏は景春方に属している。景春の乱はいったん収束するが、永正7年（1510年）に景春は再び反逆をし永正の乱が発生する。景春は同年には上野国における活動が知られるが、『勝山記』によれば景春は永正8年（1511年）に都留郡から武蔵国に侵攻しており、上野原加藤氏を頼っていたとも考えられている。
戦国時代には都留郡では有力国衆として小山田氏が台頭するが、上野原加藤氏は小山田氏との関係も深いものの自立しており、独自に武田氏に従属した国衆であったと考えられている。戦国期には加藤虎景（駿河守）の存在が見られ、武田氏と甲相同盟を結ぶ相模国の後北条氏への援軍に赴いており、永禄4年（1561年）3月3日に越後国の上杉謙信の関東侵攻に際して北条氏照に援軍を要請されている。虎景のその後の動向は不明であるが、子息には加藤氏を継承した景忠（丹後守）、初鹿野氏を継いだ昌久（初鹿野信昌）がいる。
景忠も虎景と同様に後北条氏への援軍を行い、永禄5年（1562年）秋には武蔵国由井（現・東京都八王子市）に出陣している。永禄12年（1569年）に甲相同盟の破綻により武田氏と後北条氏が敵対関係に入ると、景忠は荻原豊前守の指揮下に置かれている。永禄12年（1569年）に小山田信茂とともに武蔵国滝山城（東京都八王子市）を攻撃し、同年11月には後北条氏の本拠である小田原城を攻撃し、三増峠の戦いにおいても活躍したという。その後甲相同盟は回復し、景忠は天正3年（1575年）5月21日の長篠の戦いにおいて戦死したと考えられている。
景忠の子・信景（次郎左衛門尉・丹後守）は武田信虎の弟・勝沼信友の子息で養子に入ったとされるが、世代が合わない点が指摘される。天正10年（1582年）3月の武田氏滅亡では関東へ逃れ、武蔵国箱根ヶ崎（現・東京都瑞穂町）において後北条勢に攻められ、滅亡したという。

### 上総の上野原加藤氏
なお、武田信長(? - 1477年没)は後に甲斐から上総国に移って上総武田氏の祖になったことが知られているが、その上総武田氏の根拠地の1つで、後に後北条氏と里見氏の間で攻防の舞台になった佐貫城（千葉県富津市）の付近には加藤氏という有力領主がおり、後北条氏・里見氏のいずれからも佐貫城代に起用されている（特に里見義弘が佐貫城を居城にした際に城代の加藤信景（孫五郎・伊賀守）が重臣に取り立てられている）。この上総佐貫の加藤氏についても元々土着の領主だったのではなく、上野原加藤氏の一族が武田信長に従って上総に入り土着化したとする説がある。

## 系譜

### 美濃加藤氏
```
凡例
```

```
・実線は実子、点線（縦）は養子、点線（横）は婚姻関係で表記している。
・可能な限り実名（
諱
）で記してある。
・基本的に男のみ記した。
・
太字
 は
伊予大洲藩
・
藩主家
。
・
斜字
 は
伊予新谷藩
・
藩主家
。
```

```
藤原利仁

 　┃

斎藤叙用

 　┃
　
吉信

 　┃

加藤重光

 　┃
　
貞正

 　┃
　
正重

 　┃
　
景道

 　┣━━━┓
　
景季
　　
景清

 　　　　　┃
　　　　　
景信

 　　　　　┃
　　　　　
景員

 　┏━━━┫
　
光員
　　
景廉

 　┏━━━╋━━┳━━┳━━┓

遠山景朝
　
尚景
　
景長
　
景義
　
景経

 　┏━━━━━━━━━┛
　(略)
 　┃
　
景泰

 　┣━━┓
　
光泰
　
光政
　
一柳直秀

 　┣━━┳─┐┏┻━┓
　
貞泰
　
光直
 
光吉
　　女(加藤光泰正室)
 　┣━━━━━━━━┓
　
泰興
　　　　　　　
直泰

 　┣━━┳━━┓　　│
　
泰義
　
泰堅
　
泰茂
 ─│──────┐
 　┃┌───────┘　　　　　　│
 　┣━━┳━━┳━━┳━━━┓　　│
　
泰觚
　
泰恒
　
泰孝
　
泰実
　
小出有敬
 │
 　┃　　┗━━━━━━━━━┓　　│
 　┣━━┓　　　　　　　　　┣━━┳━━┓
　
泰貫
　
泰恒
　　　　　　　　
泰統
　
泰都
　泰広
 　│　　　　　　　　　　　　┃　　┗━━┓
　
泰広
　　　　　　　　　　　
泰温
　　　　 ┃
 　┣━━━┳━━━━┓　　　┣━━┳─┐┃
　
泰宦
　
高力直泰
　
安西政泰
　泰武　
津礼
＝
泰衑

 　┣━━┓　　　　　　　┌───────┫
　
泰賢
　
泰由
　　　　　　
泰武
　　　　　　 ┃
　 ┃　　　　　　　　　　│　　　　　　　┃
 　┣━━┓　　　┏━━━┳━━━┳━━━╋━━┳━━┳━━━┓
　
泰儔
　
泰好
 
喜連川恵氏
 
泰行
　
溝口直英
　泰候　
泰豊
　
泰周
　
大関増業

 　┃　　　　　　　　　　│
　
泰理
　　　　　　　　　
泰候

 　┣━━┓　　　　　　　┣━━┓
　
泰令
　
済重
　　　　　　
泰済
　
泰倫

 　┃　　　　　　　　　　┃
　
泰成
　　　　　　　　　
泰幹

 　　　　　　　　　　　　┣━━┳━━┓
　　　　　　　　　　　　
泰祉
　泰秋　女(加藤泰令正室)
 　　　　　　　　　　　　│
　　　　　　　　　　　　
泰輔

 　　　　　　　　　┏━━╋━━┳━━━┳━━━┳━━━┓
　　　　　　　　　
泰治
　
泰通
　
泰俊
　
西尾忠方
　廉之　
伊達廉夫

 　　　　　　　　　│
　　　　　　　　　
廉之
```